# Lavinia Wilson
Pour les articles homonymes, voir Wilson.
Lavinia Wilson (née le 8 mars 1980 à Munich) est une actrice allemande.
Elle est apparue dans plus de soixante œuvres depuis 1992 et plus récemment dans la série télévisée Cassandra (2025-).